# Dobrinj

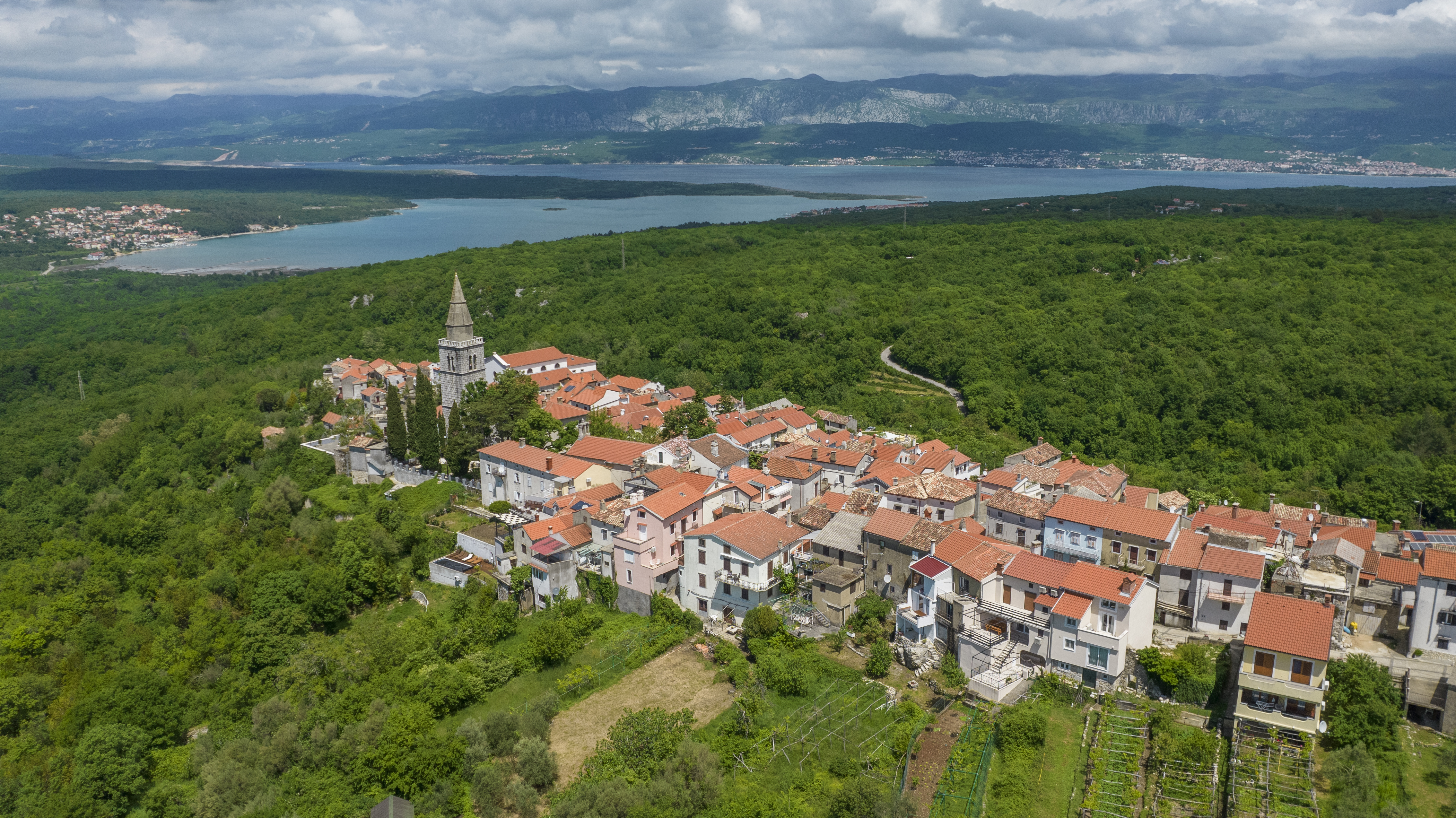
Blick auf Dobrinj

Dobrinj [dɔbɾɪɲ] (dt. Dobrauen, it. Dobrigno) ist eine Gemeinde im Nordosten der Insel Krk, Kroatien, die aus den Ortschaften Čižići, Dobrinj, Dolovo, Gabonjin, Gostinjac, Donja und Gornja Hlapa, Klanice, Klimno, Kras, Meline, Polje, Rasopasno, Rudine, Soline, Sužan, Sveti Ivan Dobrinjski, Sveti Vid Dobrinjski, Šilo, Tribulje, Žestilac, und Županje besteht.

## Geschichte
Erstmals erwähnt wurde der Name Dobrinj (abgeleitet vom kroatischen Wort dobro, dt. gut) im Jahr 1100, in der sog. „Urkunde des ‚großen‘ Dragoslav“ (Listina slavnog Dragoslava), und bezog sich damals auf das Kastell, welches heute den Kern des gleichnamigen Ortes bildet.

## Sehenswürdigkeiten

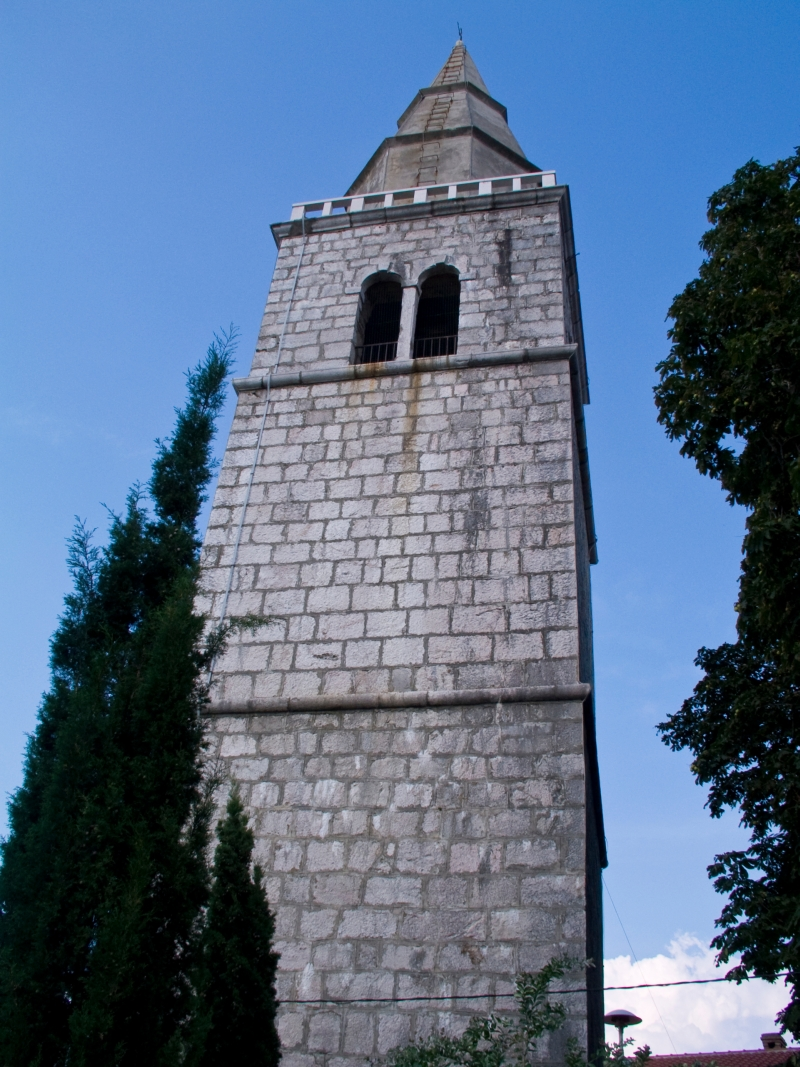
Kirche zum Hl. Stephanus

Von den beiden Kirchen im Ort, der des Hl. Stephanus aus dem Jahr 1100 und der des Hl. Anton aus dem 14. Jahrhundert, wird letztere für Kunstausstellungen genutzt. Weitere kulturelle Angebote sind die Ausstellung einer Sammlung sakraler Gegenstände, ein ethnografisches Museum mit lokalen Gebrauchsgegenständen sowie die Kunstgalerie Infeld.
In der restlichen Gemeinde findet man nicht weniger als 30 weitere Sakralbauten, zu deren bedeutendsten die ebenfalls im Jahr 1100 von Dragoslav gestiftete frühromanische Kapelle des Hl. Veit in Sv. Vid Dobrinjski sowie die 1480 erbaute Kapelle des St. Clemens in Klimno gehören, die eine wertvolle Altarpalla besitzt. Weitere touristische Attraktionen in der Gemeinde sind die begehbare Tropfsteinhöhle Biserujka bei Rudine, sowie der sogenannte Blato bei Meline, ein Peloid-Schlamm, der Medienberichten zufolge für die Peloidtherapie geeignet ist.

## Vereine
- der Kulturverein Ive Jelenović mit dem gemischten Gesangschor Zvon sowie weiteren Folkloregruppen (Dobrinj)
- die Kulturgesellschaften Sveti Petar (Gabonjin) und Sveti Juraj (Kras)
- die Angelvereine Čikavica (Šilo) und Velasten (Čižići)
- die Karnevalsvereine Optimisti und Kataroška